# 阿塔图尔克博物馆
阿塔图尔克博物馆（希臘語：Μουσείο Ατατούρκ）是希腊中马其顿塞萨洛尼基的一个历史故居博物馆。
该建筑是现代土耳其创始人穆斯塔法·凯末尔·阿塔图尔克的出生地点，他于1881年在这里诞生。这是一座带院子的三层建筑，位于Apostolou Pavlou 街24号，毗邻土耳其领事馆。它建于1870年以前，塞萨洛尼基市议会于1935年送给土耳其，后者将其改为纪念国父凯末尔的博物馆。
1955年9月，土耳其领事馆附近发生炸弹爆炸，阿塔图尔克博物馆也遭到轻微破坏。 伊斯坦布尔的屠杀事件随后开始。

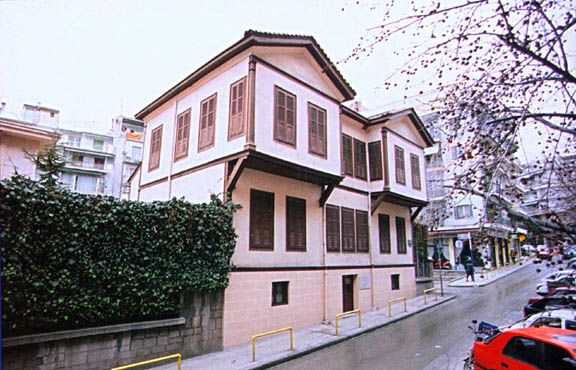
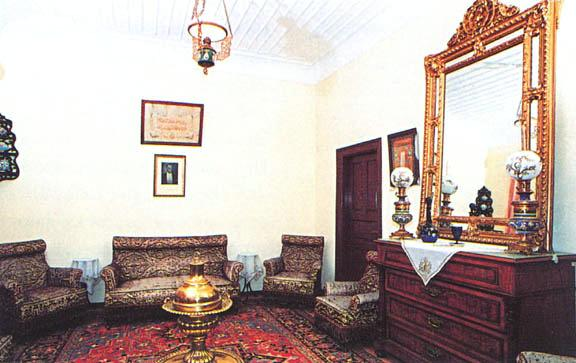
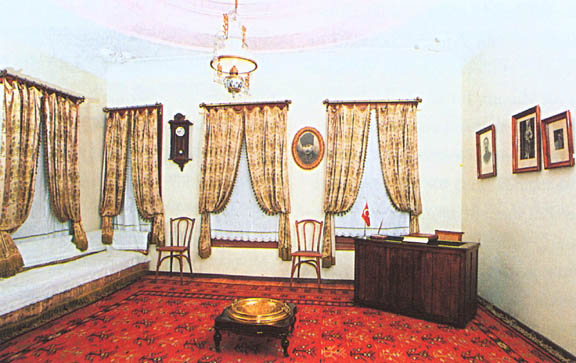
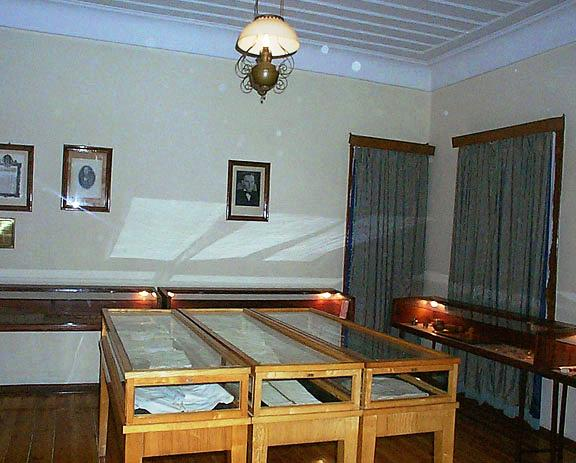
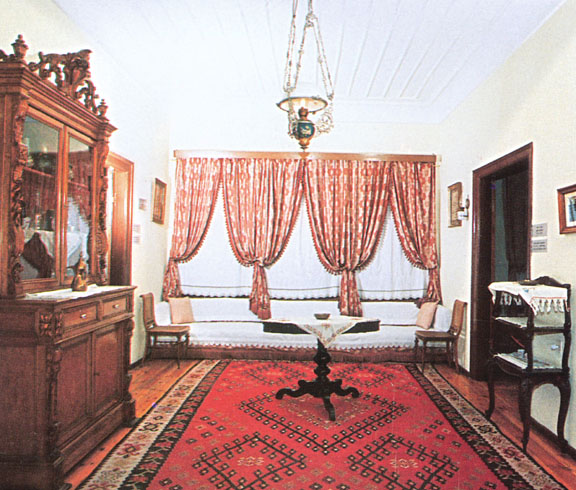